# Saumont-la-Poterie
Saumont-la-Poterie is een gemeente in het Franse departement Seine-Maritime (regio Normandië) en telt 390 inwoners (2005). De plaats maakt deel uit van het arrondissement Dieppe.

## Geografie
De oppervlakte van Saumont-la-Poterie bedraagt 15,9 km², de bevolkingsdichtheid is 24,5 inwoners per km².
De onderstaande kaart toont de ligging van Saumont-la-Poterie met de belangrijkste infrastructuur en aangrenzende gemeenten.

## Demografie
Onderstaande figuur toont het verloop van het inwonertal (bron: INSEE-tellingen).